# Live/Dead
| Оценки критиков  | Оценки критиков |
| Источник         | Оценка          |
| ---------------- | --------------- |
| Allmusic         | [ 1 ]           |
| Rolling Stone    | [ 2 ]           |
| Robert Christgau | A+              |

Live/Dead (с англ. — «Живой/Мёртвый»)  — первый официальный концертный альбом, выпущенный группой Grateful Dead 10 ноября 1969 года. Диск записан во время ряда концертов в начале 1969 года. Во время выпуска альбома американский музыкальный журналист Роберт Кристгау написал, что одна сторона этого двойного альбома "содержит лучшую из когда либо записанных рок импровизаций" (contains the finest rock improvisation ever recorded.) Считается знаковым альбомом группы, в котором запечатлены лучшие импровизации Grateful Dead. Музыкальный портал Allmusic отмечает: "Немногие записи представляют всю сущность артиста во время исполнения так честно, как Live/Dead" (Few recordings have ever represented the essence of an artist in performance as faithfully as Live/Dead). Это также финальный альбом клавишника группы Тома Константена.
Live/Dead, со спрятанной дорожкой, был переиздан как часть бокс-сета в 2001 The Golden Road (1965–1973), и впоследствии переиздан отдельно в 2003.
В 2003 журнал Rolling Stone поместил альбом на 244 место в списке «500 величайших альбомов всех времён»

## Об альбоме
Песни записывались на мобильной 16-дорожковой студии. Осли Стэнли также просил Рона Викершема создать микрофонный разделитель, который бы направлял сигнал и к усилителю и к записывающему оборудованию без потери качества. И "Dark Star" и "St. Stephen" были записаны 27 февраля 1969 года во время выступления в музыкальном клубе Филлмор (Fillmore West); "The Eleven" и "Turn On Your Lovelight" записаны 26 января 1969 года при выступлении в (Avalon Ballroom); "Death Don't Have No Mercy," "Feedback," и "And We Bid You Goodnight" записаны во время концерта 2 марта 1969 в упомянутом Fillmore West.
В отличие от последующих лет, в начале 1969 года списки композиций, которые Grateful Dead исполняли во время своих концертов, не слишком различались. Они играли "Dark Star"/"St. Stephen"/"The Eleven" по нескольку раз в неделю, что позволило им хорошо изучить структуру этих песен. С точки зрения их лейбла, Warner Bros, альбом был коммерчески успешен. Согласно Константену: "Warner Bros. напомнили, что они ввалили более 100 000 долларов в Aoxomoxoa ... так что чья-то идея послать им двойной концертный альбом, три диска по цене одного, не показалась нам такой уж плохой." ("Warner Bros. had pointed out that they had sunk $100,000-plus into Aoxomoxoa ... so someone had the idea that if we sent them a double live album, three discs for the price of one wouldn't be such a bad deal.")
Обложка для Live/Dead была создана Р.Д. Томасом. Слово "Live" на лицевой стороне обложки, а слово "Dead" на задней. Верхняя часть слова "Dead" образует слово "acid", что на сленге означает ЛСД.

## Список композиций
Сторона 1
1. "Dark Star" (Джерри Гарсия, Микки Харт, Роберт Хантер, Билл Кройцман, Фил Леш, Рон МакКернан и Боб Вейр) – 23:18

Сторона 2
1. "St. Stephen" (Гарсия, Хантер и Леш) – 6:31
2. "The Eleven" (Хантер и Леш) – 9:18

Сторона 3
1. "Turn On Your Love Light" (Дон Роби и Джозеф Скотт) – 15:05

Сторона 4
1. "Death Don't Have No Mercy" (Преподобный Гари Дэвис) – 10:28
2. "Feedback" (Том Константен, Гарсия, Харт, Кройцман, Леш, МакКернан и Боб Вейр) – 7:49
3. "And We Bid You Goodnight" (Grateful Dead) – 0:35

Дополнительные композиции переиздания 2001 года
1. "Dark Star" (Гарсия, Хантер) (сингл версия) – 2:45
2. Live/Dead radio promo – 1:01

## Участники записи
Grateful Dead
- Том Константен – орган
- Джерри Гарсия – гитара, вокал
- Микки Харт – ударные, перкуссия
- Билл Кройцман – ударные, перкуссия
- Фил Леш – бас-гитара, вокал
- Рон МакКернан – вокал, конга, орган на "Death Don't Have No Mercy"
- Боб Вейр – гитара, вокал

Производство
- Производство: Grateful Dead, Боб Мэтьюс, Бэтти Кантор
- Исполнительныe звукорежиссёр: Боб Мэтьюс
- Звукоинженер: Бэтти Кантор
- Дополнительный звукоинженер: Осли Стэнли, Рон Викершем
- Звук: Бэар (Bear)
- Художественный директор: Эд Трешер
- Дизайн обложки: Р.Д. Томас